# Otto Roger
Otto Roger (* 31. Juli 1841 in Rapperswil SG; † 8. August 1915 in Augsburg) war ein deutscher Arzt, Paläontologe und Archäologe der in Augsburg wirkte.
Rogers Vater Karl (1811–1877) lebte seit 1842 in Augsburg und war Lehrer für Französisch und Englisch und seit 1854 Kustos am Maximilianmuseum. Roger besuchte das Gymnasium in Augsburg und war nach seinem Medizinstudium an der Universität Erlangen Arzt in Nordbayern, von 1878 bis 1885 in Schwandorf. Ab 1885 bis 1887 (damals als Landgerichtsarzt) war er wieder in Augsburg, war dann als Kreis-Medizinalrat in Bayreuth und endgültig ab 1892 wieder in Augsburg. Er war dort zuletzt bis zu seinem Ruhestand 1911 Obermedizinalrat. Ab 1911 setzte er sich für den Ausbau der Kanalisation in Augsburg ein.
1896 bis 1915 stand er dem Historischen Verein für Schwaben und Neuburg in Augsburg vor und war im Naturwissenschaftlichen Verein für Schwaben und Neuburg aktiv, ab 1885 als dessen Konservator für Paläontologie, außerdem stiftete er ihm seine umfangreiche Käfersammlung. Er befasste sich besonders mit fossilen tertiären Großsäugern, die in der Umgebung Augsburgs gefunden wurden und veröffentlichte ein mehrfach aktualisiertes Verzeichnis fossiler Säugetiere. 1904 erstbeschrieb er Brachypotherium.
Er befasste sich auch mit der Archäologie des römischen Augsburgs (Augusta Vindelicorum), besonders mit den Sigillaten, und war maßgeblich an der Neugründung des Maximilianmuseums in Augsburg beteiligt.
Otto Roger war der Neffe von Julius Roger und teilte mit ihm sein intensives Interesse für die Entomologie.

## Veröffentlichungen (Auswahl)
- Verzeichnis der bisher bekannten fossilen Säugetiere. In: Bericht des Naturwissenschaftlichen Vereins für Schwaben und Neuburg 32, 1896, S. 1–272 (zobodat.at [PDF]).
- Über Rhinoceros Goldfussi, Raup und die anderen gleichzeitigen Rhinoeerosarten. In: Bericht des Naturwissenschaftlichen Vereins für Schwaben und Neuburg 34, 1900, S. 1–52 (zobodat.at [PDF]).
- Bildertypen von Augsburger Sigillaten. In: Zeitschrift des Historischen Vereins für Schwaben und Neuburg 39, 1913, S. 26–70 (Digitalisat).
- Bildertypen von Augsburger Sigillaten II. In: Zeitschrift des Historischen Vereins für Schwaben und Neuburg 40, 1914, S. 94–112 (Digitalisat).